# Corethrella ranapungens
Corethrella ranapungens är en tvåvingeart som beskrevs av Art Borkent 2008. Corethrella ranapungens ingår i släktet Corethrella och familjen Corethrellidae. Inga underarter finns listade i Catalogue of Life.